# 佛山地铁4号线
佛山地铁4号线是佛山地铁的一条在建线路，屬於城市軌道交通系統。全程大致呈「L」型走向，連接佛山市三水區、南海區、禪城區。
4號線一期（北江大道─港口路）全长55.22公里，设站33座。

## 概要

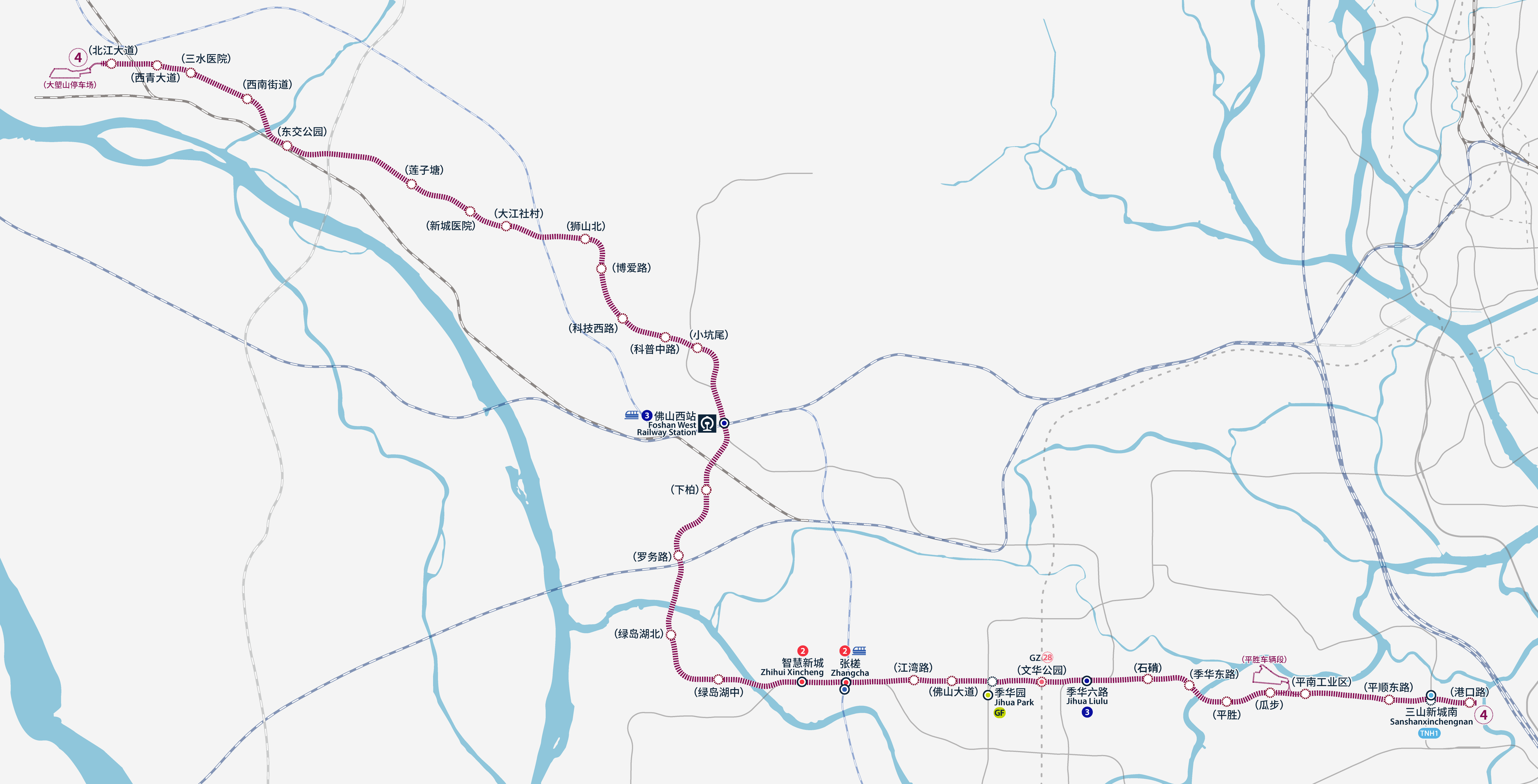
4號線（一期）線路圖，按真實走向比例繪畫

4號線一期起於三水區西南街道，大致沿廣海大道、廣雲路行走，進入南海區獅山鎮後線路大致轉向南，途經佛山西站。線路繼續往南經過羅村街道，下穿東平水道進入禪城區。然後線路再次轉為向東，經過綠島湖片區，再次下穿東平水道後進入季華二路。線路隨後沿季華路向東一路行走至季華東路，轉經季華東立交南側，第三次下穿東平水道，再次進入南海區。線路隨後沿魁奇東路行走，並終止於港口路口。首期路段设平勝车辆段和大塱山停车场。

## 歷史

### 规划
在早期規劃中，4號線起點在張槎村頭，沿張槎一路、古大路-輕工路、弼塘路-霧崗路以及季華路行走至平勝，全線大致呈「Z」字形。同時計劃未來延長至南海丹灶以及廣州市番禺區大石。
2014年下半年，佛山市軌道交通線網总体规划重新修編，4號線起點改為在三水中心城區內，取代原規劃8號線至佛山西站，同時大致往南行走，進入季華二路後轉往東，然後接續原規劃4號線季華路一段。其後佛山西站至三水一段線位稍作修改，中段亦改為經過綠島湖片區，4號線走線基本穩定。同時規劃番禺區內一段亦得以延長至南村萬博站。
4號線規劃修改後，通過在智慧新城和張槎兩站與2號線換乘，實現了季華路主要路段的地鐵全面覆蓋，乘客只需最多一次換乘即可來往季華路上各地鐵車站。

### 建設
2022年1月15日，佛山地铁4号线一期工程开工仪式在绿岛湖北站举行，4月开始施工场地陆续进行场地围蔽、交通疏解、房屋拆迁及管线迁改等措施，以配合一期工程建设。
2022年6月20日，科技西路站成为4号线一期首个开工的车站，该站的主体结构已于2023年5月31日封顶。2023年5月6日，科技西路站至科普中路站区间右线盾构顺利始发，为4号线一期首个开工的盾构隧道，并于2023年8月1日贯通。
2023年11月14日，东交公园站主体结构封顶。
截至2025年6月，4号线一期土建施工先行标9站9区间已开工建设，其中8座车站已封顶、2个区间已双线贯通；剩余区段当局仍在研究其建设模式和实施方案，待稳定后方进行招标工作。

## 车站
4号线首期共设33座车站，其中地下站30座，高架站3座。同时有13站与已知在建或规划线路换乘。規劃中的二期将进入广州市番禺区，并与广州地铁多條線路换乘。
| 规划站名 | 换乘路线                           | 所在地 | 当前状态 | 车站形式            |
| 4號線 | 4號線                              | 4號線  | 4號線    | 4號線               |
| --- | ---------------------------------- | ------ | -------- | ------------------- |
| 北江大道 |                                    | 三水区 | 建设中   | 地下岛式站台        |
| 西青大道 |                                    | 三水区 | 建设中   | 地下岛式站台        |
| 三水医院 |                                    | 三水区 | 建设中   | 地下岛式站台        |
| 西南街道 |                                    | 三水区 | 建设中   | 地下岛式站台        |
| 东交公园 |                                    | 三水区 | 建设中   | 地下岛式站台        |
| 莲子塘 |                                    | 南海区 | 建设中   | 高架侧式站台        |
| 新城医院 |                                    | 南海区 | 建设中   | 高架侧式站台        |
| 大江社村 |                                    | 南海区 | 建设中   | 高架侧式站台        |
| 狮山北 |                                    | 南海区 | 建设中   | 地下岛式站台        |
| 博爱路 |                                    | 南海区 | 建设中   | 地下岛式站台        |
| 科技西路 |                                    | 南海区 | 建设中   | 地下岛式站台        |
| 科普中路 |                                    | 南海区 | 建设中   | 地下岛式站台        |
| 小坑尾 |                                    | 南海区 | 建设中   | 地下岛式站台        |
| 佛山西站 | 3号线 F333 佛山西站、 广肇城际铁路 | 南海区 | 建设中   | 地下三岛式站台[FSX] |
| 下柏 |                                    | 南海区 | 建设中   | 地下岛式站台        |
| 罗务路 |                                    | 南海区 | 建设中   | 地下岛式站台        |
| 绿岛湖北 |                                    | 禪城区 | 建设中   | 地下岛式站台        |
| 绿岛湖中 |                                    | 禪城区 | 建设中   | 地下岛式站台        |
| 智慧新城 | 2号线 F214                         | 禪城区 | 建设中   | 地下双岛式站台[L2]  |
| 张槎 | 2号线 F215 张槎站：广肇城际铁路    | 禪城区 | 建设中   | 地下双岛式站台[L2]  |
| 江湾路 |                                    | 禪城区 | 建设中   | 地下岛式站台        |
| 佛山大道 |                                    | 禪城区 | 建设中   | 地下岛式站台        |
| 季華園 | 广佛线 GF06                        | 禪城区 | 建设中   | 地下岛式站台        |
| 文華公園 | 廣州地鐵：28号线                   | 禪城区 | 建设中   | 地下岛式站台        |
| 季华六路 | 3号线 F322                         | 禪城区 | 建设中   | 地下雙岛式站台[JH6] |
| 石𬒔 |                                    | 禪城区 | 建设中   | 地下岛式站台        |
| 季华东路 |                                    | 禪城区 | 建设中   | 地下岛式站台        |
| 平胜 |                                    | 南海区 | 建设中   | 地下岛式站台        |
| 瓜步 |                                    | 南海区 | 建设中   | 地下岛式站台        |
| 平南工业区 |                                    | 南海区 | 建设中   | 地下岛式站台        |
| 平顺东路 |                                    | 南海区 | 建设中   | 地下岛式站台        |
| 三山新城南 | 南海有轨1号线 TNH112               | 南海区 | 建设中   | 地下岛式站台        |
| 港口路 | 11号线                             | 南海区 | 建设中   | 地下岛式站台        |
| 註釋 |                                    |        |          |                     |
| - 4号线仍在建。除与既有线路的换乘站外，所示站名均为工程名，最终名称以有关部门批复为准。 - 以斜體標示的換乘線路尚未開通。 - L2 4號線與2號線共用，其中4號線均使用外側。 - FSX 4號線與3號線共用，其中4号线使用西侧一个岛式站台和中央岛式月台的西侧。 - JH6 4號線與3號線共用，其中4號線使用外側。 |                                    |        |          |                     |
| 论 编 |                                    |        |          |                     |

### 首期换乘站
- 西南街道站：换乘12号线。12號線为远期规划线路，並未有預留相關結構。
- 博爱路站：换乘8号线。8號線为远期规划线路，但在4號線建造時將預留8號線相關結構。
- 佛山西站：换乘3号线和廣州地铁28号线。3号线和4号线两线平行，佛山西站建设时已在站内预留两线车站结构，但两线各自使用一个岛式站台，只能通过站台下方的通道实现换乘；廣州28號線车站位于佛山西站北广场，已提前进行建设，预计与佛山地铁两线为站厅通道换乘。
- 绿岛湖中站：换乘7号线。7號線为远期规划线路，但在4號線建造時將預留7號線相關結構。
- 智慧新城站：换乘2号线和14号线。2号线和4号线两线平行，2号线设计时已考虑4号线接入，与张槎站为连续同台换乘站；14号线为远期规划线路，预留情況未知。
- 张槎站：换乘2号线。2号线和4号线两线平行，2号线设计时已考虑4号线接入，与智慧新城站为连续同台换乘站。
- 江湾路站：换乘5号线。5號線为远期规划线路，將預留相關結構。
- 季华园站：换乘广佛地铁。广佛线建造时没有作出预留，且广佛地铁车站位于影荫路，离本站较远。不过4号线车站设计已预留条件，后续可结合地下空间开发设置长换乘通道[10]。
- 文華公園站：换乘廣州地铁28号线。本站位於文華公園地底。广州28号线为远期规划线路，已預留相關結構。
- 季华六路站：换乘3号线。3号线和4号线两线平行，3号线设计时已考虑4号线接入，为双岛四线同台换乘站。
- 石𬒔站：换乘6号线。本站為十字交叉換乘。在4號線建造時將預留6號線相關結構。
- 平勝站：换乘廣佛江珠城際鐵路。廣佛江珠城際为远期规划线路，未作預留。
- 瓜步站：换乘線路未知。本站為十字交叉換乘。在4號線建造時仅预留未来增建站厅换乘通道的条件。
- 平南工业区站：换乘10号线。10號線为远期规划线路，在4號線建造時仅预留未来增建站厅换乘通道的条件。
- 三山新城南站：换乘南海有轨电车1号线。南海1号线车站建造時已同步建设连接4号线地下站厅的换乘通道以及4号线部分车站结构。
- 港口路站：换乘11号线。两线统一设计，为站台节点式换乘。预计两线车站将同步建成。

### 二期换乘站
- 陈头岗站：换乘广州地铁22号线。广州22号线建造時没有作出预留，预计需经过站厅通道换乘。
- 会江站：换乘广州地铁2号线。因广州2号线建造时没有作出预留，预计需经过站厅通道换乘。
- 群賢路站：换乘广州地铁26号线。兩線皆為遠期線路，換乘方式暫時未知。
- 大石站：换乘广州地铁3号线。广州地铁3号线建造时已為當時規劃的廣州地铁7號線作出预留换乘结构，但因广佛环线建设影响，可能并不使用此预留结构，需经过站厅通道换乘。
- 南村万博站：换乘广州地铁7号线和广州地铁18号线。广州7号线和广州18号线建造时均没有作出预留，预计三线均需经过站厅通道换乘。

## 列车
4号线预定使用时速100公里的6节B型编组列车，并具备全自动无人驾驶系统。

## 未來發展
4號線目前已規劃有二期路段，初步計劃從北江大道站往西延長前往河口工業區；同時從港口路站往東延長進入廣州市番禺區，大致沿南大干线、群賢路、興業大道行走，成為番禺北部的又一條東西向地鐵幹線，並串聯起與其交匯的多條廣州地鐵線路。